# Министерство окружающей среды Австралии
Министерство окружающей среды Австралии — подразделение австралийского федеративного правительства, созданное 18 сентября 2013 года.. Министерство осуществляет курс правительства в области окружающей среды, наследия, водных ресурсов и климата. Ранее оно носило название министерства устойчивого развития, охраны окружающей среды, водных ресурсов, населения и сообществ Австралии.
Министром окружающей среды является Грег Франк.

## Цели
- Охрана окружающей среды, обеспечение благоприятных рабочих условий для метеорологических и связанных с ними наук и служб
- Разработка и внедрение национальной политики, программ и законодательства сохранению среды и наследия Австралии.

## Подведомственные органы
Основными подведомственными органами министерства являются:
- Бюро метеорологии[2][3]
- Парки Австралии[2][3]
- Администрация водного парка Большого Барьерного рифа[2][3]
- Национальная водная комиссия[2][3]
- Администрация бассейна Мюррея-Дарлинга[2][3]
- Федеральный фонд Сиднейского порта[2][3]
- Австралийский национальный ботанический сад[3]
- Центр исследований национального биоразнообразия Австралии[3]
- Земельные и водные ресурсы Австралии[3]
- Отдел Антарктики[3]

Всего министерство включает около 50 различных агентств и комитетов.

## История
31 мая 1972 года было основано министерство окружающей среды аборигенов и искусства. С этого времени министерство меняло название более 10 раз. На посту побывало около 30 министров. 